# الضريح الروماني (هنشير جماجر)
 الضريح الروماني  هو معلم أثري تونسي مصنف من قبل المعهد الوطني للتراث يقع في ولاية نابل في الشمال التونسي، تحديدا في مدينة هنشير جماجر تم تصنيف المعلم في يوم 13 مارس 1912 .

## مقالات ذات صلة
- قائمة المعالم الأثرية المصنفة في تونس